# Pero participa
Pero participa là một loài bướm đêm trong họ Geometridae.